# Lipotriches alberti
Lipotriches alberti là một loài Hymenoptera trong họ Halictidae. Loài này được Cockerell mô tả khoa học năm 1942.